# Episodi di Star Trek: The Next Generation (prima stagione)
La prima stagione della serie televisiva Star Trek: The Next Generation è composta da 26 episodi ed è stata trasmessa negli Stati Uniti in syndication dal 28 settembre 1987 al 16 maggio 1988. In Italia è stata trasmessa da Italia 1.
| nº | Titolo originale              | Titolo italiano                     | Prima TV USA      | Prima TV Italia |
| -- | ----------------------------- | ----------------------------------- | ----------------- | --------------- |
| 1  | Encounter at Farpoint: Part 1 | Incontro a Farpoint (prima parte)   | 28 settembre 1987 | 27 giugno 1991  |
| 2  | Encounter at Farpoint: Part 2 | Incontro a Farpoint (seconda parte) | 28 settembre 1987 | 4 luglio 1991   |
| 3  | The Naked Now                 | Contaminazione                      | 5 ottobre 1987    | 11 luglio 1991  |
| 4  | Code of Honor                 | Codice d'onore                      | 12 ottobre 1987   | 18 luglio 1991  |
| 5  | The Last Outpost              | L'ultimo avamposto                  | 19 ottobre 1987   | 8 agosto 1991   |
| 6  | Where No One Has Gone Before  | Dove nessuno è mai giunto prima     | 26 ottobre 1987   | 7 luglio 1992   |
| 7  | Lonely Among Us               | Solo in mezzo a noi                 | 2 novembre 1987   | 15 agosto 1991  |
| 8  | Justice                       | Il giudizio                         | 9 novembre 1987   | 29 giugno 1992  |
| 9  | The Battle                    | La battaglia                        | 16 novembre 1987  | 29 agosto 1991  |
| 10 | Hide And Q                    | Il ritorno di Q                     | 23 novembre 1987  | 13 luglio 1992  |
| 11 | Haven                         | Haven                               | 30 novembre 1987  | 25 luglio 1991  |
| 12 | The Big Goodbye               | Il grande addio                     | 11 gennaio 1988   | 27 luglio 1992  |
| 13 | Datalore                      | Datalore                            | 18 gennaio 1988   | 3 agosto 1992   |
| 14 | Angel One                     | Missione di soccorso                | 25 gennaio 1988   | 10 agosto 1992  |
| 15 | 11001001                      | 11001001                            | 1º febbraio 1988  | 24 agosto 1992  |
| 16 | Too Short A Season            | Guerra privata                      | 8 febbraio 1988   | 20 luglio 1992  |
| 17 | When the Bough Breaks         | Il pianeta sterile                  | 13 febbraio 1988  | 22 marzo 1997   |
| 18 | Home Soil                     | Progetto Terraforming               | 22 febbraio 1988  | 31 agosto 1992  |
| 19 | Coming of Age                 | L'età della ragione                 | 14 marzo 1988     | 24 marzo 1997   |
| 20 | Heart of Glory                | Cuore di Klingon                    | 21 marzo 1988     | 13 marzo 1993   |
| 21 | The Arsenal of Freedom        | L'arsenale della libertà            | 11 aprile 1988    | 26 marzo 1997   |
| 22 | Symbiosis                     | Simbiosi                            | 18 aprile 1988    | 27 marzo 1997   |
| 23 | Skin of Evil                  | La pelle del male                   | 25 aprile 1988    | 28 marzo 1997   |
| 24 | We'll Always Have Paris       | Ricordare Parigi                    | 2 maggio 1988     | 29 marzo 1997   |
| 25 | Conspiracy                    | Cospirazione                        | 9 maggio 1988     | 13 marzo 1993   |
| 26 | The Neutral Zone              | La zona neutrale                    | 16 maggio 1988    | 1º aprile 1997  |

## Incontro a Farpoint(prima parte)
- Titolo originale: Encounter at Farpoint: Part 1
- Diretto da: Corey Allen
- Scritto da: D.C. Fontana e Gene Roddenberry

### Trama
Data Stellare 41153.7. L'Enterprise D si sta recando a Farpoint su Deneb IV per prelevare gli ultimi membri mancanti del suo equipaggio e per investigare sulle origini della stazione spaziale. All'improvviso l'equipaggio si deve confrontare con Q, un'entità misteriosa dai poteri quasi divini, che vuole giudicare l'intera umanità punendo l'equipaggio dell'Enterprise D. Il capitano Jean-Luc Picard riesce a convincere Q di dargli prova del fatto che gli umani si sono evoluti, ottenendo il rilascio. Si recano quindi a Fairpoint dove deve imbarcarsi il nuovo Primo Ufficiale dell'Enterprise D, William Riker, ma sul pianeta accadono cose strane.
- Altri interpreti: John de Lancie (Q), Michael Bell (Zorn), DeForest Kelley (Leonard McCoy).

## Incontro a Farpoint(seconda parte)
- Titolo originale: Encounter at Farpoint: Part 2
- Diretto da: Corey Allen
- Scritto da: D.C. Fontana e Gene Roddenberry

### Trama
Data Stellare 41153.7. L'equipaggio dell'astronave continua le sue ricerche sulla stazione di Farpoint cercando di comprendere perché un'astronave aliena sta bombardando la città vecchia risparmiando la stazione spaziale. Il consigliere di bordo, Deanna Troi, è metà betazoide e quindi dotata di empatia, e percepisce sensazioni di disperazione e angoscia, ma non sa da parte di chi, mentre Q continua a interferire con l'operato di Picard e del suo equipaggio.
Picard intanto cerca anche di fare la conoscenza dei nuovi membri dell'equipaggio: la dottoressa Beverly Crusher, vedova di un suo caro amico e giunta a bordo con il giovane figlio Wesley, con il suo Primo Ufficiale Riker e con Data, il primo ufficiale della Flotta androide.
Con l'evolversi degli eventi Picard e i suoi scoprono che la nave aliena in realtà è una forma di vita che sta cercando di liberare un suo simile, reso prigioniero dagli abitanti di Fairpoint e intrappolato nel sottosuolo. Picard lo libera e l'entità può finalmente ricongiungersi con il suo simile.
- Altri interpreti: John de Lancie (Q), Michael Bell (Zorn).

## Contaminazione
- Titolo originale: The Naked Now
- Diretto da: Paul Lynch
- Scritto da: D.C. Fontana e John D. F. Black (soggetto);  D.C. Fontana (sceneggiatura)

### Trama
Data Stellare 41209.2. L'Enterprise D viene raggiunta da uno strano messaggio proveniente dalla Tsiolkovsky, con la quale ha un appuntamento nei pressi di una stella prossima a collassare in una nana bianca. Sembra che a bordo della nave si stia svolgendo un «party selvaggio» e proprio quando Picard cerca di farsene spiegare i motivi, dalla Tsiolkovsky si sente provenire il rumore dell'esplosione di un portello d'emergenza e poi solo silenzio. I sensori non rilevano più segni di vita a bordo. Raggiunta la nave scientifica, Picard invia una squadra d'esplorazione alla ricerca di eventuali sopravvissuti. Purtroppo non ci sono superstiti e molti marinai risultano morti per congelamento. Ritornato a bordo, il team esplorativo si reca in infermeria, dove La Forge incomincia a reagire in modo strano ad alcune domande della dottoressa Crusher. Inconsapevolmente, Geordi è stato contagiato da un virus che ha come sintomi un diffuso stato d'ebbrezza, simile a una forte sbronza, che porta alla mancanza di autocontrollo e, infine, alla pazzia.
Mentre la dottoressa Crusher effettua esami approfonditi dei dati medici ricavati dall'esame di Geordi, questi riesce a fuggire dall'infermeria e, prima di esservi ricondotto, contagia Wesley (che sta giocando con un raggio traente portatile) e Tasha Yar (che inizia a comportarsi da vera femme fatale). Intanto Data riesce a individuare nei database del computer di bordo una malattia, simile a quella di cui soffre Geordi, che anni prima aveva contagiato l'equipaggio dell'Enterprise del capitano Kirk. Wesley, in preda all'effetto della malattia, riesce con uno stratagemma a chiudersi in sala macchine, protetto da un campo di forza. Shimoda, assistente del capo ingegnere, l'unico cui Wesley abbia permesso di oltrepassare il campo di forza, comincia a estrarre i chip isolineari dalle proprie sedi, privando l'Enterprise D di ogni capacità di movimento. 
La situazione precipita: la cura usata a suo tempo dal dottor McCoy non sembra efficace, anche Troi, Data, Riker, Beverly Crusher e Picard vengono contagiati, mentre la stella collassa e un grosso frammento della stessa si dirige proprio verso l'Enterprise D. Sarah MacDougal riesce a superare il campo di forza e a fermare Shimoda, ma non c'è tempo per rimettere i chip al loro posto: neanche la velocità di Data sembra sufficiente. Intanto Beverly ha finalmente trovato la cura, e inizia a iniettarla all'equipaggio. Nel frattempo, Wesley ha un'idea: modificare il raggio traente dell'Enterprise D, rendendolo repulsivo, per allontanarsi dalla Tsiolkovsky e guadagnare il tempo necessario per permettere a Data di completare la riparazione. Lo stratagemma funziona: i comandi della nave sono di nuovo funzionanti e l'Enterprise D entra in curvatura poco prima del contatto col frammento della stella. Wesley si è guadagnato una citazione sul diario di bordo.
- Altri interpreti: Brooke Bundy (Sarah MacDougal).

## Codice d'onore
- Titolo originale: Code of Honor
- Diretto da: Russ Mayberry
- Scritto da: Katharyn Powers e Michael Baron

### Trama
Data Stellare 41235.25. Picard deve contrattare con il capo della cultura primitiva di Ligon II, un mondo in cui gli uomini amministrano e comandano le terre datele dalle donne, per avere un antidoto contro una grave epidemia di febbre anchillea che sta colpendo alcuni mondi federali, tra cui Styris IV. Ma viene preso alla sprovvista quando il leader di questo popolo rapisce Tasha Yar. Nonostante la superiorità tecnologica dell'Enterprise D, la Prima Direttiva costringe il capitano ad assecondare questo popolo, che considerano il rapimento come una prova di grande coraggio nei confronti di un avversario nettamente superiore.
Il capitano, sceso sul pianeta per risolvere la questione, apprende però che il sovrano di Ligon II è interessato a prendere Tasha Yar come sposa. La precedente compagna del sovrano sfida quindi il tenente a un duello all'ultimo sangue per l'amore del sovrano. Inoltre, senza la morte di una delle contendenti, come da loro tradizione, il sovrano non avrebbe concesso all'Enterprise D i medicinali. Tasha Yar allora, fallendo dapprima nel convincere la compagna della sua superiorità in combattimento, è costretta a combattere, e vince la lotta. Inizialmente creduta morta, la compagna del sovrano viene trasportata sull'Enterprise D, dove viene rianimata dall'Ufficiale Medico, la dottoressa Crusher. La compagna cede quindi tutte le sue terre all'aiutante del sovrano, facendo diventare quest'ultimo il nuovo capo della comunità. Tasha Yar, avendo vinto il combattimento, avrebbe potuto essere comunque la sposa dell'ormai ex-sovrano. Ovviamente rifiuta, e il nuovo sovrano cede le cure necessarie contro la febbre anchillea.
- Altri interpreti: Jessie Lawrence Ferguson (Lutan), Karole Selmon (Yareena), James Louis Watkins (Hagon).

## L'ultimo avamposto
- Titolo originale: The Last Outpost
- Diretto da: Richard Colla
- Scritto da: Richard Krzemien (soggetto); Herbert Wright (sceneggiatura)

### Trama
Data Stellare 41386.4. Tenuti prigionieri in un pianeta sconosciuto del sistema Delphi Ardu, i membri della squadra di sbarco dell'Enterprise D e di una nave ferengi devono superare alcune prove imposte da una misteriosa entità.
- Altri interpreti: Armin Shimerman (Letek), Jake Dengel (Mordoc), Tracey Walter (Kayron)

## Dove nessuno è mai giunto prima
- Titolo originale: Where No One Has Gone Before
- Diretto da: Rob Bowman
- Scritto da: Diane Duane e Michael Reaves

### Trama
Data Stellare 41263.1. L'Enterprise D imbarca il tenente Kosinski, un esperto di propulsione a curvatura che sostiene, non senza una certa arroganza, di riuscire a spingere i motori ben oltre i limiti attuali. Kosinski è affiancato da un enigmatico assistente che stringe immediatamente amicizia con Wesley, e scaraventa la nave a una distanza inimmaginabile anche per un'epoca così progredita. Qui i pensieri si materializzano e il capitano Picard scopre così che solo la forza del pensiero poteva averli spinti a una tale distanza e che il responsabile era l'assistente di Kosinski.
- Altri interpreti: Stanley Kamel (Kosinski), Eric Menyuk (Il viaggiatore), Herta Ware (Yvette Picard)
- La narrazione presenta un'incongruenza con la storia personale di Picard, sviluppatasi in serie future: nell'episodio il capitano, in una sorta di miraggio/ricordo, rivede sua madre Yvette anziana, ma in un'altra serie[2] si apprende che la donna è morta suicida quando Jean-Luc era un ragazzino.

## Solo in mezzo a noi
- Titolo originale: Lonely Among Us
- Diretto da: Cliff Bole
- Scritto da: Michael Halperin (soggetto); D.C. Fontana (sceneggiatura)

### Trama
Data Stellare 41249.3. Dopo aver attraversato la Nuvola di Beta Renner, l'Enterprise D deve affrontare il mistero che avvolge l'omicidio del tenente Singh e le personalità alterate di Worf, Beverly Crusher e del capitano Picard.
- Altri interpreti: John Durbin (Ssestar), Colm Meaney (Guardia di sicurezza 1), Kavi Raz (Singh)

## Il giudizio
- Titolo originale: Justice
- Diretto da: James L. Conway
- Scritto da: John D. F. Black[3] e Worley Thorne (soggetto); Worley Thorne (sceneggiatura)

### Trama
Data Stellare 41255.6. Vengono contattati gli abitanti di un pianeta nell'ammasso stellare di Rubicun in cui regna la pace e la concordia. Questo mondo, che inizialmente sembra essere paragonabile all'Eden, rivela aspetti in netto contrasto con i principi di giustizia della Federazione. Proprio queste differenze daranno luogo a problemi tra l'Enterprise D e gli abitanti del pianeta, poiché qualsiasi violazione della legge è punita con la morte. Quando Wesley cade dentro un'aiuola che era proibito calpestare, viene condannato a morte e Picard e i suoi si prodigano per salvarlo senza violare la Prima direttiva.
- Altri interpreti: Brenda Bakke (Rivan), Jay Louden (Liator)

## La battaglia
- Titolo originale: The Battle
- Diretto da: Rob Bowman
- Scritto da: Larry Forrester (soggetto); Herbert Wright (sceneggiatura)

### Trama
Data Stellare 41723.9. Picard rivive il proprio passato quando i Ferengi gli portano come omaggio la USS Stargazer, che era stata abbandonata per suo ordine nove anni prima dopo un confronto con i Ferengi durante la battaglia di Maxia presso il sistema Maxia Zeda. Tuttavia l'omaggio è parte di un piano del DaiMon Bok contro Picard per vendicare il figlio, morto durante la battaglia.
- Altri interpreti: Frank Corsentino (DaiMon Bok), Douglas Warhit (Kazago), Robert Towers (Rata)

## Il ritorno di Q
- Titolo originale: Hide and Q
- Diretto da: Cliff Bole
- Scritto da: C.J. Holland (soggetto); C.J. Holland e Gene Roddenberry (sceneggiatura)

### Trama
Data Stellare 41590.5. Mentre l'Enterprise D si sta dirigendo verso una colonia per soccorrere gli abitanti colpiti da una grave emergenza medica, Q appare per offrire a Riker di diventare membro del continuum dei Q.
- Altri interpreti: John de Lancie (Q), Elaine Nalee (sopravvissuta), William A. Wallace (Wesley adulto)

## Haven
- Titolo originale: Haven
- Diretto da: Richard Compton
- Scritto da: Tracy Tormé e Lan O'Kun (soggetto); Tracy Tormé (sceneggiatura)

### Trama
Data Stellare 41294.5. Deanna Troi riceve un inaspettato regalo di matrimonio da sua madre e dalla famiglia Miller, al figlio della quale era stata promessa come sposa durante la sua infanzia. Lwaxana Troi, i Miller e il loro figlio Wyatt salgono a bordo dell'Enterprise D e si preparano al matrimonio, che però viene interrotto dalla notizia di una nave tarelliana che si sta avvicinando a Haven. A bordo c'è una donna che il ragazzo ha sempre visto nei suoi sogni e ben presto il giovane, che è medico, capirà che il suo destino è andare con i Tarelliani per aiutarli anche a guarire da un virus che loro stessi avevano scatenato durante una guerra batteriologica.
- Altri interpreti: Majel Barrett (Lwaxana Troi), Robert Knepper (Wyatt Miller), Nan Martin (Victoria Miller), Robert Ellenstein (Steven Miller), Carel Struycken (Signor Homn), Anna Katarina (Valeda), Raye Birk (Wrenn), Danitza Kingsley (Ariana), Michael Rider (addetto al teletrasporto)

## Il grande addio
- Titolo originale: The Big Goodbye
- Diretto da: Joseph L. Scanlan
- Scritto da: Tracy Tormé

### Trama
Data Stellare 41997.7. L'Enterprise D si appresta a prendere contatto per la seconda volta con gli Jarada, una specie insettiforme. L'estrema attenzione per il protocollo aveva già provocato problemi con questa specie, inoltre un problema al ponte ologrammi rischia di compromettere la missione.
- Altri interpreti: Lawrence Tierney (Cyrus Redblock), Harvey Jason (Felix Leech), William Boyett (ispettore Dan Bell), David Selburg (Whalen), Gary Armagnac (McNary)
- In questo episodio compare per la prima volta il personaggio di Dixon Hill, investigatore privato del XX secolo che il capitano Picard impersona sul ponte ologrammi.

## Datalore
- Titolo originale: Datalore
- Diretto da: Rob Bowman
- Scritto da: Robert Lewin e Maurice Hurley (soggetto); Robert Lewin e Gene Roddenberry (sceneggiatura)

### Trama
Data Stellare 41242.4. Una visita a Omicron Theta, il pianeta natale di Data, porta alla scoperta che il suo creatore ha costruito e poi, per qualche ragione, smantellato Lore, un gemello dell'androide. Il gemello viene rimesso in funzione e si scopre che questi possiede emozioni umane; ben presto Lore darà dimostrazione di avere un carattere egocentrico e sprezzante nei confronti delle forme di vita organiche (che considera inferiori) e, con uno stratagemma, metterà fuori uso Data sostituendosi a lui.
Solo l'intuito di Wesley, che capisce l'inganno, aiuterà i membri dell'Enterprise D a fermare Lore, che desidera consegnarli a una misteriosa entità aliena. La nave sarà salva, ma il malvagio Lore riuscirà a scappare.
- Altri interpreti: Biff Yeager (Argyle)

## Missione di soccorso
- Titolo originale: Angel One
- Diretto da: Michael Rhodes
- Scritto da: Patrick Barry

### Trama
Data Stellare 41636.9. L'Enterprise D, alla ricerca dei superstiti di una nave naufragata su Angel One, un pianeta con scarse relazioni diplomatiche con la Federazione, si scontra con una cultura matriarcale che considera i maschi essere inferiori. Trovati i naufraghi, essi mostrano il desiderio di restare sul pianeta. La cosa contraria la matriarca, che li considera clandestini, e li condanna tutti a morte; Riker, che fa parte della squadra di sbarco, cerca una soluzione diplomatica per salvare i prigionieri. Intanto sull'Enterprise D si è diffuso un virus che rischia di sterminare l'intero equipaggio e la dottoressa Crusher si prodiga per cercare un vaccino per salvare tutti.
- Altri interpreti: Karen Montgomery (Beata), Sam Hennings (Ramsey), Patricia McPherson (Ariel), Leonard John Crofoot (Trent)

## 11001001
- Titolo originale: 11001001
- Diretto da: Paul Lynch
- Scritto da: Maurice Hurley e Robert Lewin

### Trama
Data Stellare 41365.9. L'Enterprise D attracca alla Base Stellare 74 per un aggiornamento dei sistemi informatici voluto dal Comando della Flotta Stellare. Durante questo processo, il tenente incaricato sale a bordo con due coppie di Binari, alieni umanoidi originari di Bynaus. Talmente affini alle tecnologie informatiche e straordinariamente veloci nel gestirle, vengono incaricati di effettuare l'aggiornamento per la USS Enterprise D. I Binari, però, approfittano proprio di questo evento per cercare di salvare i loro simili sul pianeta Bynaus: dapprima attirano il comandante Riker insieme al capitano sul ponte ologrammi, creando la figura di una donna modellata di modo che sembri il più reale possibile, affinché distragga i due. Intanto simulano un guasto al contenitore dell'antimateria per costringere Data a evacuare l'intero equipaggio e ad attivare la procedura per portare la nave il più lontano possibile dalla Base Stellare, affinché questa non possa essere danneggiata da un'eventuale esplosione dell'Enterprise D. Picard e Riker si ritrovano in balia di una nave controllata dai Binari, ma recuperano il controllo della plancia, dove trovano i Binari in fin di vita; decidono così di aiutarli nella missione di salvare il loro popolo, trasmettendo i file che gli stessi Binari avevano trascritto sul computer dell'Enterprise D al pianeta Bynaus, per poi fare ritorno alla Base Stellare 74.
- Altri interpreti: Carolyn McCormick (Minuet), Gene Dynarski (Orfil Quinteros), Katy Boyer (Zero Uno), Alexandra Johnson (Uno Zero), Iva Lane (Zero Zero), Kelli Ann McNally (Uno Uno)

## Guerra privata
- Titolo originale: Too Short A Season
- Diretto da: Rob Bowman
- Scritto da: Michael Michaelian (soggetto); Michael Michaelian e D.C. Fontana (sceneggiatura)

### Trama
Data Stellare 41309.5. Per sedare una rivolta su Mordan IV, viene richiesto all'Enterprise D di riportare sul pianeta l'ammiraglio Jameson, l'unico uomo che già una volta era riuscito a riportare la pace tra questa gente. Ma questo fatto si rivela solamente un pretesto per vendicare antichi odi.
- Altri interpreti: Clayton Rohner (Mark Jameson), Marsha Hunt (Anne Jameson), Michael Pataki (Karnas)

## Il pianeta sterile
- Titolo originale: When the Bough Breaks
- Diretto da: Kim Manners
- Scritto da: Hannah Louise Shearer

### Trama
Data Stellare 41509.1. L'Enterprise D, giunta nel sistema Epsilon Mynos, scopre Aldea, un pianeta nascosto da un sistema di occultamento. Gli abitanti di questo pianeta tentano subito di allacciare rapporti diplomatici con Picard nel tentativo di risolvere un loro grave problema: sono diventati sterili e non possono avere bambini; si offrono di comprare alcuni bambini figli dell'equipaggio dell'Enterprise D. All'ovvio rifiuto dei genitori, gli Aldeaniani li rapiscono e tra di essi c'è Wesley Crusher. Mentre Picard cerca di trovare un modo diplomatico di riaverli ed evitare uno scontro con la di gran lunga superiorità tecnologica degli alieni, Wesley organizza uno sciopero della fame dei piccoli per protesta. Beverly Crusher troverà la causa della sterilità nel sistema di occultamento del pianeta, e gli Aldeaniani vengono avviati sulla via della guarigione.
- Altri interpreti: Jerry Hardin (Radue), Brenda Strong (Rashella), Jandi Swanson (Katie), Paul Lambert (Melian), Ivy Bethune (Duana)

## Progetto Terraforming
- Titolo originale: Home Soil
- Diretto da: Corey Allen
- Scritto da: Karl Guers, Ralph Sanchez e Robert Sabaroff (soggetto); Robert Sabaroff (sceneggiatura)

### Trama
Data Stellare 41463.9. L'Enterprise D viene incaricata di supervisionare i lavori di terraforming su Velara III. La freddezza con cui vengono accolti i membri dell'equipaggio spinge Picard ad approfondire le indagini sul personale presente. Quando un uomo dell'equipaggio di Picard muore durante un incidente tecnico, le indagini portano alla scoperta di una nuova e strana forma di vita inorganica che si sta opponendo al progetto di terraforming per sopravvivere. Picard scopre anche che il capo del progetto, Mandl, sapeva della sua esistenza ma l'ha ignorata, violando la Prima direttiva. La forma di vita nel tempo si è evoluta e, imparato a comunicare con l'Enterprise, comunica di aver cercato di fermare gli esperimenti e, inascoltata, ora dichiara guerra agli umani, rei di averla minacciata nella sua sopravvivenza.
- Altri interpreti: Walter Gotell (Kurt Mandl), Elizabeth Lindsey (Louisa Kim), Gerard Prendergast (Bjorn Benson)

## L'età della ragione
- Titolo originale: Coming of Age
- Diretto da: Michael Vejar
- Scritto da: Sandy Fries

### Trama
Data Stellare 41416.2: mentre Wesley parte per sostenere gli esami per l'ammissione all'Accademia della Flotta Stellare, sull'Enterprise D giunge l'ammiraglio Quinn con un collaboratore. Il loro scopo è quello di investigare per scovare errori, omissioni e incapacità da parte dei membri dell'equipaggio durante le missioni. Picard e i suoi sono infastiditi da questa indagine, che sembra voler trovare delle pecche a tutti i costi, ma si scoprirà che è per valutare il capitano come prossimo direttore dell'Accademia, posto che Picard rifiuterà. Wesley arriverà secondo alle selezioni e dovrà riprovare i test di ammissione l'anno successivo.
- Altri interpreti: Ward Costello (Gregory Quinn), Robert Schenkkan (Dexter Remmick), John Putch (Mordock), Robert Ito (Chang), Stephen Gregory (Jake Kurland), Tasia Valenza (T'Shanik), Estee Chandler (Oliana Mirren)

## Cuore di Klingon
- Titolo originale: Heart of Glory
- Diretto da: Rob Bowman
- Scritto da: Maurice Hurley, Herbert Wright e D.C. Fontana (soggetto); Maurice Hurley (sceneggiatura)

### Trama
Data Stellare 41503.7. Worf è combattuto tra la lealtà verso la Flotta Stellare e la sua fiera discendenza, quando due fuggitivi klingon tentano di impadronirsi dell'Enterprise D.
- Altri interpreti: Vaughn Armstrong (Korris), Charles H. Hyman (Konmel), David Froman (K'Nera)

## L'arsenale della libertà
- Titolo originale: The Arsenal of Freedom
- Diretto da: Les Landau
- Scritto da: Maurice Hurley e Robert Lewin (soggetto); Richard Manning e Hans Beimler (sceneggiatura)

### Trama
Data Stellare 41798.2. L'Enterprise D si dirige verso Minos per investigare sul perché dal pianeta non provengano più segni di vita. Arrivata in orbita, viene accolta da un curioso messaggio pubblicitario registrato, che spinge Picard a inviare immediatamente una squadra sul pianeta per investigare.
- Altri interpreti: Vincent Schiavelli (il venditore), Marco Rodríguez (Paul Rice), Vyto Ruginis (capo ingegnere Logan), Julia Nickson-Soul (Lian T'Su), George De La Pena (Orfil Solis)

## Simbiosi
- Titolo originale: Symbiosis
- Diretto da: Win Phelps
- Scritto da: Robert Lewin (soggetto); Robert Lewin, Richard Manning e Hans Beimler (sceneggiatura)

### Trama
Data Stellare sconosciuta. Durante una missione destinata allo studio di un'eruzione solare nel sistema Delos, l'Enterprise D riceve una chiamata di soccorso da parte di una nave in difficoltà, il cargo ornariano Sanction. La plancia dell'Enterprise sembra sorpresa dell'apparente incompetenza degli Ornariani. I superstiti, due Ornariani e due Brekkiani, vengono tratti a bordo, ma subito si apre una contesa tra di loro per il possesso del misterioso carico che essi stessi hanno portato sulla nave. Sembra che la merce sia una medicina in grado di tenere sotto controllo i sintomi di una terribile malattia di cui è affetta una delle due specie di alieni, ma la dottoressa Crusher scoprirà che in realtà è una droga a cui sono assoggettati, a loro insaputa, dall'altra specie. Duecento anni prima il farmaco, ricavato da una pianta che cresce esclusivamente su Brekka, ha debellato una pandemia  sui due pianeti, ma poi i Brekkiani ne hanno approfittato per rendere tossicodipendenti gli Ornariani. Crusher vorrebbe che il capitano smascherasse l'inganno, ma la prima direttiva glielo impedisce.
- Altri interpreti: Judson Scott (Sobi), Merritt Butrick (T'Jon), Richard Lineback (Romas)
- L'attore Merritt Butrick aveva già interpretato il personaggio di David Marcus, figlio di James T. Kirk e della dottoressa Carol Marcus, che compare nel secondo e terzo film della saga di Star Trek con protagonista l'equipaggio della serie classica, L'ira di Khan e Alla ricerca di Spock.

## La pelle del male
- Titolo originale: Skin of Evil
- Diretto da: Joseph L. Scanlan
- Scritto da: Joseph Stefano (soggetto); Joseph Stefano e Hannah Louise Shearer (sceneggiatura)

### Trama
Data Stellare 41601.3. Mentre l'Enterprise D si appresta al rendez-vous con una navetta che dovrebbe riportare Deanna Troi a bordo, quest'ultima è costretta a un atterraggio su Vagra II, un pianeta apparentemente disabitato. Il recupero si dimostra però tutt'altro che facile, a causa di una presenza aliena ostile, chiamata Armus, che si manifesta come una macchia nera mobile simile a pece e che tiene la consigliera Troi in ostaggio. Dopo essersi scontrati con l'alieno, scontro che porta alla morte di Tasha Yar, Picard e i suoi scopriranno che egli non è altro che l'incarnazione di tutti i sentimenti negativi di una specie aliena, che era riuscita a materializzarli per poi spogliarsene fisicamente per vivere in armonia. 
- Altri interpreti: Mart McChesney (Armus)

## Ricordare Parigi
- Titolo originale: We'll Always Have Paris
- Diretto da: Robert Becker
- Scritto da: Deborah Dean Davis e Hannah Louise Shearer

### Trama
Data Stellare 41697.9. In concomitanza col verificarsi di alcuni strani fenomeni di loop temporale a bordo, l'Enterprise D riceve una richiesta di soccorso da Paul Manheim, uno scienziato legato a una vecchia conoscenza di Picard.
- Altri interpreti: Michelle Phillips (Jenice Manheim), Rod Loomis (Dottor Paul Manheim)

## Cospirazione
- Titolo originale: Conspiracy
- Diretto da: Cliff Bole
- Scritto da: Robert Sabaroff (soggetto); Tracy Tormé (sceneggiatura)

### Trama
Data Stellare 41775.5. In seguito alla distruzione di una nave federale, Picard e Riker si recano al Comando della Flotta Stellare sulla Terra per investigare su una presunta cospirazione da parte di alcuni membri di alto grado della Flotta Stellare. Picard e gli altri scoprono che delle forme di vita parassitarie aliene stanno controllando la Flotta Stellare dopo avere preso il controllo dei corpi di diversi ufficiali anziani e di alcuni ammiragli della flotta. Picard e Riker riescono a trovare la madre di questi parassiti e a ucciderla con il phaser. In questo modo salvano la Federazione dall'invasione dei parassiti.
- Altri interpreti: Henry Darrow (Savar), Ward Costello (Gregory Quinn), Robert Schenkkan (Dexter Remmick), Ray Reinhardt (Aaron), Jonathan Farwell (Walker Keel)

## La zona neutrale
- Titolo originale: The Neutral Zone
- Diretto da: James L. Conway
- Scritto da: Deborah McIntyre e Mona Clee (soggetto); Maurice Hurley (sceneggiatura)

### Trama
Data Stellare 41986.0. Durante la ricognizione sulla distruzione di alcuni avamposti presso la Zona Neutrale romulana, l'Enterprise D scopre un'astronave che contiene tre Americani del XX secolo in stato di ibernazione. La dottoressa Crusher cura le loro malattie mortali e li risveglia; mentre cercano di adattarsi a un futuro inaspettato e completamente diverso dalla loro realtà, i Romulani, dopo cinquant'anni di silenzio, si palesano al limite della Zona Neutrale perché anche loro, al pari della Federazione, hanno subìto perdite a causa di un nemico sconosciuto e vogliono sapere che idea si è fatta la Flotta al riguardo.
- Altri interpreti: Marc Alaimo (Tebok), Anthony James (Vice-comandante Thei), Leon Rippy (L.Q. 'Sonny' Clemmons), Gracie Harrison (Clare Raymond), Peter Mark Richman (Ralph Offenhouse)